# Воля-Ровська
Воля-Ровська (пол. Wola Rowska) — село в Польщі, у гміні Ласкажев Ґарволінського повіту Мазовецького воєводства.
Населення — 382 особи (2011).
У 1975-1998 роках село належало до Седлецького воєводства.

## Демографія
Демографічна структура станом на 31 березня 2011 року:
|          | Загалом | Допрацездатний вік | Працездатний вік | Постпрацездатний вік |
| -------- | ------- | ------------------ | ---------------- | -------------------- |
| Чоловіки | 192     | 52                 | 122              | 18                   |
| Жінки    | 190     | 36                 | 110              | 44                   |
| Разом    | 382     | 88                 | 232              | 62                   |